# Дочка моя
«Дочка моя» (італ. Figlia mia) — італо-німецько-швейцарський драматичний фільм 2018 року, поставлений режисеркою Лаурою Біспурі з Валерією Голіно та Альбою Рорвахер у головних ролях. Фільм брав участь в конкурсній програмі 68-го Берлінського міжнародного кінофестивалю 2018 року .

## Сюжет
У основі сюжету фільму історія 10-річної Вікторії, яка розривається між двома матерями: однією, яка виростила її з любов'ю, та другою, біологічною, яка інстинктивно прагне привернути доньку до себе. Три жінки борються з примітивними почуттями, маючи справу з душевними ранами і нерозривними зв'язками.

## У ролях
| • Валерія Голіно | … | Тіна      |
| • Альба Рорвахер | … | Анджеліка |
| • Сара Касу      | … | Вікторія  |
| • Удо Кір        | … | Бруно     |
| • Мішель Карбоні | … | Умберто   |

## Знімальна група
- Автори сценарію — Франческа Маньєрі, Лаура Біспурі
- Режисер-постановник — Лаура Біспурі
- Продюсери — Марта Донцеллі, Грегоріо Паонесса
- Співпродюсери — Віола Фюген, Мауриціо Тотті, Алессандро Усай, Міхаель Вебер, Ден Векслер
- Оператор — Владан Радович
- Композитор — Нандо Ді Косімо
- Монтаж — Карлотта Кристіані
- Художник-постановник — Іларія Садун
- Художник з костюмів — Антонелла Каннароцці

## Нагороди та номінації
| Список нагород та номінацій           | Список нагород та номінацій | Список нагород та номінацій | Список нагород та номінацій | Список нагород та номінацій | Список нагород та номінацій |
| Кінофестиваль/Кінопремія              | Рік                         | Категорія                   | Номінант(и)                 | Результат                   | Дж                          |
| ------------------------------------- | --------------------------- | --------------------------- | --------------------------- | --------------------------- | --------------------------- |
| Берлінський міжнародний кінофестиваль | 2018                        | Золотий ведмідь             | Дочка моя                   | Номінація                   | [ 2 ]                       |